# Lassay-les-Châteaux
Lassay-les-Châteaux é uma comuna francesa na região administrativa do País do Loire, no departamento de Mayenne. Estende-se por uma área de 57.63 km². Em 2010 a comuna tinha 2 301 habitantes (densidade: 39,9 hab./km²).